# Ґауді (премія)
Премія «Ґауді» (кат. Premis Gaudí) — головна кінопремія Каталонії, яку щорічно вручають у Барселоні. Премія була заснована у 2009 році Каталонською кіноакадемією як продовження та розширення Премії Барселони в галузі кіно (Premis Barcelona de Cinema), що була заснована у 2002 році.
Трофей був розроблений Монсе Рібе і натхненний димоходами Будинку Міла Антоніо Ґауді.

## Номінації
| Номінація | Початок вручення |
| --- | ---------------- |
| Премія Ґауді за видатні заслуги в кінематографі (нині називається «Премія Ґауді за видатні заслуги в кінематографі імені Мікеля Портера») | 2009             |
| Премія Ґауді за найкращий фільм каталонською мовою                                                                                        | 2009             |
| Премія Ґауді за найкращий фільм некаталонською мовою                                                                                      | 2009             |
| Премія Ґауді за найкращу режисерську роботу                                                                                               | 2009             |
| Премія Ґауді за найкращий документальний фільм                                                                                            | 2009             |
| Премія Ґауді за найкращий повнометражний анімаційний фільм                                                                                | 2009             |
| Премія Ґауді за найкращий телефільм | 2009             |
| Премія Ґауді за найкращий європейський фільм                                                                                              | 2009             |
| Премія Ґауді за найкращий оригінальний сценарій                                                                                           | 2009             |
| Премія Ґауді за найкращу жіночу роль | 2009             |
| Премія Ґауді за найкращу чоловічу роль | 2009             |
| Премія Ґауді за найкращу жіночу роль другого плану                                                                                        | 2009             |
| Премія Ґауді за найкращу чоловічу роль другого плану                                                                                      | 2009             |
| Премія Ґауді за найкращу операторську роботу                                                                                              | 2009             |
| Премія Ґауді за найкращу оригінальну музику                                                                                               | 2009             |
| Премія Ґауді за найкращий монтаж | 2009             |
| Премія Ґауді за найкращу роботу художника-постановника                                                                                    | 2009             |
| Премія Ґауді за найкращі візуальні ефекти                                                                                                 | 2009             |
| Премія Ґауді за найкращий звук | 2009             |
| Премія Ґауді за найкращий короткометражний фільм                                                                                          | 2009             |
| Премія Ґауді за найкращий дизайн костюмів                                                                                                 | 2010             |
| Премія Ґауді за найкращий грим | 2010             |
| Премія Ґауді за найкращу роботу режисера-постановника                                                                                     | 2010             |

## Церемонії
Нижче наведено список усіх церемоній вручення премії Ґауді:
| Церемонія                        | Дата            | Найкращий фільм каталонською мовою                          | Ведучий (і)                                              | Локація                                           | Дж.    |
| -------------------------------- | --------------- | ----------------------------------------------------------- | -------------------------------------------------------- | ------------------------------------------------- | ------ |
| Ґауді (1-ша церемонія вручення)  | 19 січня 2009   | Пташина пісня кат. El cant dels ocells                      | Клара Сегура                                             | Колізей (Барселона)                               | [ 3 ]  |
| Ґауді (2-га церемонія вручення)  | 1 лютого 2010   | Три дні з сім’єю кат. Tres dies amb la família              | Дафніс Балдуз, Санті Ібаньєс, Санті Міллан, Клара Сегура | Колізей (Барселона)                               | [ 4 ]  |
| Ґауді (3-тя церемонія вручення)  | 17 січня 2011   | Чорний хліб кат. Pa negre                                   | Кім Масферрер                                            | Артерія Парал-лель (Барселона)                    | [ 5 ]  |
| Ґауді (4-та церемонія вручення)  | 6 лютого 2012   | Єва кат. Eva                                                | Хаві Міра, Альба Флореяхс                                | Артерія Парал-лель (Барселона)                    | [ 6 ]  |
| Ґауді (5-та церемонія вручення)  | 3 лютого 2013   | Білосніжка кат. Blancaneu                                   | Андреу Буенафуенте                                       | Палау дель Еспортс (Барселона)                    | [ 7 ]  |
| Ґауді (6-та церемонія вручення)  | 2 лютого 2014   | Чума кат. La plaga                                          | Анхель Ласер                                             | Палау дель Еспортс (Барселона)                    | [ 8 ]  |
| Ґауді (7-ма церемонія вручення)  | 1 лютого 2015   | Сліди сандалового дерева кат. Rastres de Sàndal             | Анхель Ласер                                             | Палау-Сант-Жорді (Барселона)                      | [ 9 ]  |
| Ґауді (8-ма церемонія вручення)  | 31 січня 2016   | Довгий шлях додому кат. El camí més llarg per tornar a casa | Россі де Пальма                                          | Форум Аудиторія (Барселона)                       | [ 10 ] |
| Ґауді (9-та церемонія вручення)  | 29 січня 2017   | Наступна шкіра кат. Rastres de Sàndal                       | Бруно Оро                                                | Форум Аудиторія (Барселона)                       | [ 11 ] |
| Ґауді (10-та церемонія вручення) | 28 січня 2018   | Літо 1993 кат. Estiu 1993                                   | Девід Вердагер                                           | Форум Аудиторія (Барселона)                       | [ 12 ] |
| Ґауді (11-та церемонія вручення) | 27 січня 2019   | Відстані кат. Les distàncies                                | Маг Ларі                                                 | Палац конгресу Каталонії (Барселона)              | [ 13 ] |
| Ґауді (12-та церемонія вручення) | 19 січня 2020   | У найближчому майбутньому кат. Els dies que vindran         | Анна Молінер                                             | Міжнародний конференц-центр Барселони (Барселона) | [ 14 ] |
| Ґауді (13-та церемонія вручення) | 21 березня 2021 | Барселонська вампірша кат. La vampira de Barcelona          | Без ведучого                                             | Міжнародний конференц-центр Барселони (Барселона) | [ 15 ] |
| Ґауді (14-та церемонія вручення) | 6 березня 2022  | Шість днів поспіль кат. Sis dies corrents                   | Без ведучого                                             | Овальна зала MNAC (Барселона)                     | [ 16 ] |
| Ґауді (15-та церемонія вручення) | 22 січня 2023   | Алькаррас кат. Alcarràs                                     | Люм Баррера                                              | Овальна зала MNAC (Барселона)                     | [ 17 ] |
| Ґауді (16-та церемонія вручення) | 4 лютого 2024   | Істота кат. Creatura                                        | Марія Ровіра, Ана Поло                                   | Міжнародний конференц-центр Барселони (Барселона) | [ 18 ] |
| Ґауді (17-та церемонія вручення) | 18 січня 2025   | Маршрут 47 кат. El 47                                       | Марк Клоте, Паула Малія, Марта Торне, Пеп Амброс         | Форум Аудиторія (Барселона)                       | [ 19 ] |